# Amaury Leveaux
Amaury Leveaux (Belfort, Francia, 2 de diciembre de 1985) es un nadador especialista en estilo libre. Fue plusmarquista mundial en la prueba de 100 m libre en piscina corta con un tiempo de 44,94.
Se proclamó campeón olímpico durante los Juegos Olímpicos de Londres 2012 en la prueba de 4x100 metros libres.

## Carrera
En el año 2003, Leveaux compitió en las categorías junior y ganó el título de finalista en los 100 m estilo libre y 100 m estilo mariposa en el Campeonato Europeo de Glasgow. Habiendo dominado previamente el campeonato junior francés, Leveaux alcanzó la medalla de plata en los 50 m estilo mariposa en el Campeonato Abierto francés en 2003 llevado a cabo en Saint-Étienne.
En 2004, Leveaux ganó su primera medalla de oro en el Campeonato francés en los 200 m estilo libre, mientras que también consiguió la de plata en los 100 m estilo libre. Más tarde fue escogido para conformar el equipo nacional de natación para el Campeonato Europeo realizado en Madrid, alcanzando la medalla de bronce en los 4 x 100 y 4x200 m estilo libre. En los 200 m estilo libre, Leveaux llegó quinto, rompiendo su primer récord francés con un tiempo de 1:48,80. Tres meses después, Leveaux compitió en el equipo de relevos durante los Juegos Olímpicos de Atenas 2004, en los 4 x 100 y 4x200 m estilo libre. Aunque el equipo no clasificó a la final en los 4 x 100 m, obtuvieron el séptimo lugar en los 4x200 m. 
Leveaux se convirtió en el finalista francés en los 100 m estilo libre en 2005 y participó en el Campeonato Mundial de Montreal en julio. Logró clasificar a la final, pero quedó en octavo lugar. En 2006, se convirtió en el campeón nacional en los 100 m y finalista europeo por detrás del ucraniano Andriy Serdinov en Budapest.
En el Campeonato nacional francés, Leveaux logró clasificar a los Juegos Olímpicos de Pekín 2008 en los 50 m y 200 m estilo libre. Finalizando en quinta posición en los 100 m, también clasificó para los 4 × 100 m estilo libre. Marcó un récord olímpico en los 100 m estilo libre en las preliminares. Francia terminó segunda en la final y Leveaux ganó la medalla de plata. Días más tarde, Leveaux marcó otro récord olímpico en las preliminares de los 50 m estilo libre con un tiempo de 21,46 s. En la final, nadó incluso más rápido (21,45 s) pero terminó detrás del brasileño César Cielo Filho, alcanzando la medalla de plata.
En 2013 fue nombrado caballero de la Legión de Honor.